# مسئله بزرگ
مسئله بزرگ (انگلیسی: Big Issue؛‏ کره‌ای: 빅이슈) یک مجموعه تلویزیونی محصول کره جنوبی در سال ۲۰۱۹ با بازی جو جین مو، هان یه سول و شین سو یول است. این مجموعه از ۶ مارس تا ۲ مه ۲۰۱۹، روزهای چهارشنبه و پنجشنبه ساعت ۲۲:۰۰ (کی‌اس‌تی) از اس‌بی‌اس پخش شد.

## خلاصه داستان
این مجموعه داستان یک پاپاراتزی را روایت می‌کند که به دنبال رسوایی‌های سلبریتی‌ها است.

## بازیگران

### اصلی
- جو جین مو در نقش هان سوک جو[۴]
- هان یه سول در نقش جی سو هیون[۷]
- شین سو یول در نقش جانگ هه جونگ[۸]

## تولید
نقش‌های اصلی در ابتدا به سو ئه و پارک شین یانگ، پیشنهاد شد اما هر دو رد کردند.
اولین جلسه فیلم‌نامه خوانی در ۱۷ دسامبر ۲۰۱۸ برگزار شد و فیلم‌برداری در همان ماه آغاز شد.